# آزمون بین‌المللی زبان روسی
آزمون بین‌المللی زبان روسی ( به روسی: Тест по русскому языку как иностранному or ТРКИ) ( به انگلیسی: Test of Russian as a Foreign Language) یا (TORFL) یک آزمون استاندارد در ۶ سطح می‌باشد که زیر نظر وزارت علوم روسیه برگزار می‌گردد.

## سطح‌های آزمون بین‌المللی زبان روسی
| سطح                    | صلاحیت‌ها | توانایی‌های دارنده هر سطح | حداقل دانش لغت (حداقل لغات مورد نیاز) |
| ---------------------- | --- | --- | ------------------------------------- |
| مقدماتی (جزء سطح پایه) | موفقیت در آزمون مقدماتی نشان دهنده صلاحیت در سطح مقدماتی زبان روسی است که متقاضی را در نیازهای ارتباطی مقدماتی در موارد محدودی از موقعیت‌های روزمره توانا می‌سازد.                                                      | | ۷۵۰                                   |
| پایه                   | موفقیت در آزمون پایه (پیش متوسط) نشان دهنده صلاحیت در سطح پایه زبان روسی است که متقاضی را در نیازهای اساسی ارتباطی در موارد محدودی از موقعیت‌های روزمره و ارتباطات فرهنگی توانا می‌سازد.                                | این سطح برای بدست آوردن تابعیت روسیه مورد نیاز است. برای تحصیل در موسسات آموزشی روسیه کافی نیست به جز برای دوره‌های مقدماتی دانشگاه‌ها که برای خارجی‌ها برگزار می‌شود.                                                    | ۱۳۰۰                                  |
| سطح یک (متوسط)         | موفقیت در آزمون سطح یک نشان دهنده صلاحیت در سطح متوسط زبان روسی است که متقاضی را در نیازهای اصلی ارتباطی در موقعیت‌های روزمره، ارتباطات فرهنگی، آموزشی و حرفه ایی توانا می‌سازد.                                        | توانایی ورود به موسسات آموزش عالی و یک مورد الزامی برای دانشجویان رشته زبان روسی است. این سطح معمولاً بعد از یک سال از دوره پایه کسب می‌گردد.                                                                           | ۲۳۰۰                                  |
| سطح ۲ (پیشرفته)        | موفقیت در آزمون سطح ۲ نشان دهنده صلاحیت در سطح بالای زبان روسی است که متقاضی را به‌طور گسترده و وسیعی در نیازهای ارتباطی در موقعیت‌های روزمره، ارتباطات فرهنگی، آموزشی و حرفه ایی توانا می‌سازد.                         | توانایی بدست آوردن لیسانس (کارشناسی)، فوق لیسانس (کارشناسی ارشد) و دکترا از دانشگاه‌های روسیه بجز در بعضی رشته‌های تحصیلی                                                                                               | ۱۰۰۰۰                                 |
| سطح ۳ (حرفه ایی)       | موفقیت در آزمون سطح ۳ نشان دهنده صلاحیت در سطح حرفه ایی زبان روسی است که متقاضی را به ارتباطی روان و سلیس در کلیه موقعیت‌های ارتباطی توانا می‌سازد. برای انجام تحقیقات علمی به روسی و تدریس روسی در دروه‌های سطح ابتدایی | توانایی شرکت در زبان‌شناسی، ترجمه، ترجمه شفاهی، ویرایش، روزنامه‌نگاری، امور سیاسی (دیپلماتیک) و مدیریت در محیط‌های روسی زبانان و به دست آوردن دیپلم، لیسانس، فوق لیسانس و دکترا در این زمینه‌ها (به جز تخصص در زبان‌شناسی) | ۱۲۰۰۰ (۷۰۰۰ تا از لغات پرکاربرد)      |
| سطح ۴ (تسلط کامل)      | موفقیت در آزمون سطح ۴ نشان دهنده صلاحیت در سطح تخصص و تسلط در زبان روسی است که متقاضی در زبان روسی صلاحیتی مثل روس زبانان دارد                                                                                        | توانایی به دست آوردن فوق لیسانس در زبان‌شناسی و انجام همه کارها در رشته زبان‌شناسی روسی | ۲۰۰۰۰ (۸۰۰۰ تا از لغات پرکاربرد)      |

## محتوای آزمون
آزمون هر سطح طی ۲ روز و ۵ قسمت است: در روز اول سه قسمت لغات، گرامر و درک مطلب (خواندن) و در روز دوم نوشتن و صحبت کردن

## مراکز آزمون
آزمون در مراکز دانشگاهی در سطح اروپا و روسیه برگزار می‌شود. در روسیه در شهرهای مختلف و در دانشگاه های معتبر و در خارج از روسیه در کشورهای: اتریش، ایتالیا، لتونی، لیتوانی، قرقیزستان، ویتنام، مغولستان، ارمنستان، تاجیکستان، ترکمنستان، آمریکا، کره جنوبی، ژاپن، آلمان و فنلاند این آزمون برگزار می شود. برای دیدن لیست کامل مراکز برگزاری آزمون بین المللی زبان روسی به وب سایت رسمی آزمون بین‌المللی زبان روسی مراجعه گردد.

## مقایسه سطح‌های آزمون بین‌المللی زبان روسی با آزمون‌ها مشابه زبان‌های دیگر
| آزمون بین‌المللی زبان روسی ТРКИ | سطح ALTE     | سطح CEFR | آزمون ESOL | آزمون آیلتس | TOEIC   | تافل    |
| ------------------------------ | ------------ | -------- | ---------- | ----------- | ------- | ------- |
| سطح 4                          | Level 5      | C2       | CPE        | ۷٫۵+        | —       | —       |
| سطح 3                          | Level 4      | C1       | CAE        | ۶٫۵–۷       | ۹۵۰+    | ۲۷۰+    |
| سطح 2                          | Level 3      | B2       | FCE        | ۵–۶         | ۷۸۵–۹۴۹ | ۲۲۷–۲۶۹ |
| سطح یک                         | Level 2      | B1       | PET        | ۳٫۵–۴٫۵     | ۵۵۰–۷۸۴ | ۱۶۳–۲۲۶ |
| پایه                           | Level 1      | A2       | KET        | ۳           | ۲۲۵–۵۴۹ | ۹۶–۱۶۲  |
| مقدماتی                        | Breakthrough | A1       | —          | ۱–۲         | ۱۲۰–۲۲۴ | —       |